# Врачаревич, Любомир
Любомир Николаевич Врачаревич (сербохорв. Ljubomir Vračarević / Љубомир Врачаревић, 6 мая 1947 года, Вараждин, Югославия — 18 ноября 2013) — мастер боевых искусств, основатель Реального айкидо. Мастер Реального айкидо, имел ранг 10-го дана от «Международного совета основателей и гранд-мастеров боевых искусств».

## Биография
Заниматься айкидо Врачаревич начал с 1968 года. До этого времени практиковался в дзюдо и дзю-дзюцу, и получил звание мастера (степени «дан») этих боевых искусств.
В 1969 году основал первый клуб айкидо в Югославии. Интенсивно работал над пропагандой айкидо в стране и совершенствовался у мастера Хироси Тада (9-й дан).
В 1971 году Врачаревичу был присвоен 1-й дан айкидо.
В дальнейшем Врачаревич стал проводить программы специального обучения для армии, полиции и телохранителей, что принесло ему международную известность.
В 1978 году Врачаревич в первый раз побывал в Японии, где тренировался у Киссёмару Уэсибы, сына Морихэя Уэсибы — основателя современного айкидо.
В 1979—1980 годах он обучал телохранителей югославских послов, затем с 1980 года по 1982 год — телохранителей президента Зимбабве Роберта Мугабе.
С 1982 года по 1985 год Врачаревич проживал в Ливии, обучая личную охрану Муаммара Каддафи.
В начале 1986 года Врачаревич основал Союз айкидо Югославии, объединяющий 45 клубов в стране.
Во время длительного пребывания в Токио в 1993 году он посетил школу айкидо Ёсинкан. Врачаревич был удостоен большой чести получить лично от Годзо Сиоды сертификат об участии в семинаре. А через две недели после этого он получил приглашение посетить Императорский дворец. Во время этого визита Любомир Врачаревич присутствовал на тренировках телохранителей Императора Японии и обменялся опытом с главным инструктором охраны.
В 2002 году имя Врачаревича было включено в «Зал славы боевых искусств США» (англ. United States Martial Arts Hall of Fame).
В 2003 году организация «Международный совет основателей и гранд-мастеров боевых искусств» (англ. International Martial Arts Headfounders & Grandmasters Council) присвоила Любомиру Врачаревичу 10-й дан, а организация World Council of Sokes — звание Soke Sho Dai..Любомир провёл 7 семинаров в Ростове-на-Дону.
Ночью 17 ноября 2013 года Любомир Врачаревич скончался на 67 году жизни после продолжительной болезни. От какой именно, в интернет-сообщении Всемирного центра реального айкидо, не уточняется.

## Создание Реального айкидо
Любомир Врачаревич выделил из айкидо ряд приёмов, отбросил элементы восточных традиций и философии и, модифицируя элементы техники, внося при этом свои знания из других боевых искусств, таким образом создал свой стиль, который назвал «Реальное айкидо».
В Белграде в 1993 году Врачаревич основал Всемирный Центр Реального Айкидо (WCRA — World Centre of Real Aikido), организацию, объединяющую клубы Реального айкидо во всём мире.
На сегодняшний день Реальное айкидо получило распространение в 27 странах и насчитывает 190 клубов. В отношении массовости выделяется Российская Федерация.
На протяжении 20 лет занятий айкидо мастер Врачаревич провёл 28 югославских и свыше 70 интернациональных сборов и семинаров по Реальному айкидо. Через его школу прошло более 120 000 учеников со всего мира, и получили аттестацию около 200 мастеров Реального айкидо.
Особую область деятельности в его педагогической работе представляют детские школы Реального айкидо для детей в возрасте от 5 до 12 лет, в которых Врачаревич и его ученики проводят обучение по специальной программе, приспособленной к психофизическим возможностям детей. В Сербии Реальное айкидо было включено в школьную программу младших классов в 2005 году в качестве факультативного предмета.

## Пропаганда Реального айкидо
Любомир Врачаревич является автором 12 книг и 3 учебных видеокассет по Реальному айкидо и специальной самообороне.
Его наиболее значительные произведения: книги «Айкидо» (1977), «Самооборона от ножа» (1983), «От начинающего до мастера» (видео), «Я обучал телохранителей» (1995), «Реальное айкидо» (1996, издана на трёх языках).
С начала 1998 года в Белграде под руководством Врачаревича работала школа по обучению профессиональных телохранителей.

## Награды и звания
За свою работу Любомир Врачаревич получил ряд национальных и международных наград, среди которых можно выделить следующие: специальная награда Европейской Будо Академии, звание почётного гражданина города Белграда за исключительные спортивные результаты, а также ряд других наград.